# Альвеар-и-Тагле (стадион)
Стадион Альвеар-и-Тагле (исп. Estadio Alvear y Tagle) — бывший стадион в Буэнос-Айресе, столице Аргентины. Арена имела вместимость в 40 000 зрителей и располагалась на авеню Альвеар (нынешняя Авенида дель Либертадор) и улице Тагле, в районе Реколета. Открытый в 1923 году стадион был арендован и управлялся клубом «Ривер Плейт», который использовал его в качестве места проведения домашних матчей, пока клуб не открыл стадион Монументаль в 1938 году.

## История
В 1922 году «Ривер Плейт» подписал контракт с британской компанией «Buenos Aires and Pacific Railway» на аренду земли в районе Реколета. Соглашение было заключено сроком на 5 лет с платой в 500 аргентинских песо в месяц. Целью контракта было строительство стадиона для проведения домашних футбольных матчей «Ривер Плейта».
Стадион был построен и открыт в 1923 году в качестве домашней арены «Ривер Плейта». Официальная трибуна, возведённая на авеню Альвеар, имела длину в 120 метров. Под трибунами находились кабинет первой помощи, парикмахерская, раздевалка для членов клуба и зал для вечеринок.
Официальное открытие стадиона состоялось в мае 1923 года, когда на нём был сыгран товарищеский матч между «Ривер Плейтом» и уругвайским «Пеньяролем». В июне того же года шотландский клуб «Терд Ланарк» провёл на стадионе шесть матчей из своего тура по Южной Америке. Тогдашний президент Аргентины Марсело Торкуато де Альвеар посетил матч «Терд Ланарка» против команды Ассоциации любителей футбола 24 июня 1923 года.
Первый же официальный матч на новом стадионе был проведён 22 июля 1923 года, в котором «Ривер Плейт» победил «Велес Сарсфилд» со счётом 2:1. Арена также принимала у себя финальный этап чемпионата Аргентины, в котором участвовали провинциальные команды. В декабре того же года боксёр Луис Анхель Фирпо провёл на стадионе выставочный бой против Джо Бойкина.
В августе 1924 года и мае 1925 года на арене Объединенная ассоциация любителей играла с уругвайской Федерацией футбола. Позднее стадион будет реконструирован, а его вместимость составила около 50 000 зрителей.
Стадион принял у себя ряд матчей британских и европейских футбольных клубов в рамках их туров в конце 1920-х годов. Среди них были мадридский «Реал», проведший свою первую игру против сборной Аргентины, испанская «Барселона», шотландский «Мотеруэлл», венгерский «Ференцварош» и итальянский «Торино».
Стадион был одним из двух, на которых проводились матчи чемпионата Южной Америки по футболу 1929 года. Игра чемпионата Аргентины того же года между командами «Бока Хуниорс» и «Химнасия и Эсгрима» из Ла-Платы также прошла на этой арене. 3 августа 1930 года сборная Югославии стала первой европейской национальной командой, сыгравшей на этом стадионе (с Аргентиной).
«Ривер Плейт» развивал территории вокруг стадиона, создав теннисный корт, баскетбольную и волейбольную площадки, а также плавательный бассейн. В 1936 году клуб установил на стадионе систему освещения, поддерживаемую шестью металлическими башнями. Тем не менее, рост популярности футбола в Аргентине заставил «Ривер Плейт» заняться строительством нового стадиона с большей вместимостью. Последняя игра на арене состоялась 5 декабря 1937 года против команды «Сан-Лоренсо де Альмагро». В следующем году стадион был демонтирован, а его территория преобразована в общественный парк. Часть конструкций трибуны (из дерева) была продана клубу «Альмагро» и размещена на его стадионе, на улицах Фрага и Эстомба.